# Mosteiró de Cima
Mosteiró de Cima é uma aldeia portuguesa da Freguesia de Friões, Município de Valpaços com cerca de 36 habitantes

## Topónimo
O nome Mosteiró tem provavelmente origem, na existência de um pequeno mosteiro de freiras nas proximidades, chama-se de cima, para o distinguir de Mosteiró de Baixo, outra aldeia do concelho de Chaves, e que define o posicionamento de ambas na encosta Norte da Serra do Brunheiro em relação a S. Julião de Montenegro.

## Localização
Mosteiró de Cima, encaixada em plena Serra do Brunheiro, fica situado a 2 km da estrada  nacional 213 (que liga Chaves a Valpaços)próxima da pequena aldeia do Barracão, é a aldeia situada mais a Norte da freguesia de Friões, dista 8 km de Friões, 15 km de Valpaços e 13 km da Cidade de Chaves.

## Aldeias Vizinhas
- Mosteiró de Baixo, 2 km
- Barracão, 3 km
- S. Julião de Montenegro, 4 km
- Quintela, 4 km
- Limãos; 3.5 km

## Atividade Económica
- Pequenas explorações agrícolas envolvidas por bosques de carvalhos e soutos. A lenha de carvalho é uma preciosidade para os longos e frios invernos, a Castanha é o produto agrícola mais rentável, mas produzem-se também batatas, cereais e leguminosas.

## Património
- Capela de Santo António
- Fonte de mergulho
- Cruzeiro de Mosteiró de Cima
- Nichodo Senhor dos Aflitos
- Nicho do Santo Cristo

## Localidades Homónimas
- Mosteiró de Baixo, S. Julião de Montenegro, Chaves, Vila Real*Mosteiró, Mosteiró, Santa Maria da Feira, Aveiro
- Mosteiró, Mosteiró, Vila do Conde, Porto
- Fundo Mosteirô, Santa Maria da Feira, Aveiro *Mosteiro, Pena Verde, Aguiar da Beira, Guarda*Mosteiro, Freixo de Baixo, Amarante, Porto
- Mosteiro, Gondar, Amarante, Porto
- Mosteiro, Telões, Amarante, Porto
- Mosteiro; Sabadim, Arcos de Valdevez, Viana do Castelo*Mosteiro, Miranda, Arcos de Valdevez, Viana do Castelo
- Mosteiro, São Miguel do Mato, Arouca, Aveiro
- Mosteiro, Fermedo, Arouca, Aveiro
- Mosteiro, Ancede, Baião, Porto

## Festa e Romarias
O padroeiro de Mosteiró de Cima é Santo António de Lisboa (ou de Pádua), celebra-se uma festa em sua honra, todos os anos no, dia 13 de Junho.